# Miss Corea

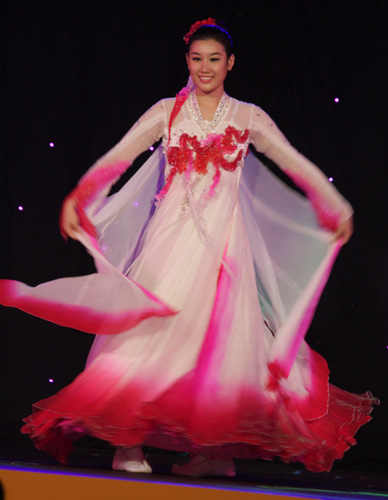
Choi Bo-in, Miss Corea 2008.

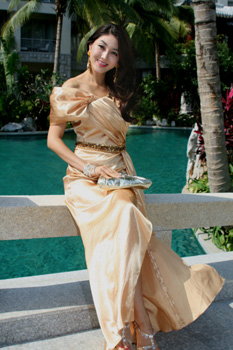
Eun Ju-cho, Miss Corea 2007.

Miss Corea (미스코리아?) è un concorso di bellezza che si tiene annualmente in Corea del Sud per selezionare le rappresentanti nazionali per Miss Universo, Miss Mondo, Miss International e Miss Terra. La prima edizione del concorso si è svolta nel 1957 ed è stata sponsorizzata dal quotidiano coreano HanKook Daily News.
Ogni anno, approssimativamente cinquanta donne competono a Seul e soltanto sette vengono scelte da una giuria. La prima classificata "Jin" (진) è incoronata Miss Corea e gareggia in Miss Universo e Miss Mondo. Inoltre, vengono elette due finaliste "Sun" (선): la prima partecipa a Miss International mentre la seconda a Miss Terra. Infine sono scelte altre quattro finaliste "Mi" (미).

## Albo d'oro

### Miss Universo
La Corea ha debuttato a Miss Universo 1954
| Anno | Vincitrice       | Piazzamento           |
| ---- | ---------------- | --------------------- |
| 1954 | Kae Sun-hae      |                       |
| 1955 | Kim Mee-jong     |                       |
| 1956 | Dong Kim-mom     |                       |
| 1957 | Park Hyun-ok     |                       |
| 1958 | Oh Geum-sun      |                       |
| 1959 | Oh Hyun-ju       | Semifinalista         |
| 1960 | Son Mi-hee-ja    | Semifinalista         |
| 1961 | Seo Yang-hee     | Semifinalista         |
| 1962 | Seo Bun-ju       | Semifinalista         |
| 1963 | Kim Myoung-ja    | 5ª classificata       |
| 1964 | Shin Jung-hyun   |                       |
| 1965 | Kim Eun-ji       |                       |
| 1966 | Yoon Gui-young   |                       |
| 1967 | Hong Joung-ae    |                       |
| 1968 | Kim Yoon-jung    |                       |
| 1969 | Lim Hyun-jung    |                       |
| 1970 | Yoo Young-ae     |                       |
| 1971 | Noh Mi-ae        |                       |
| 1972 | Park Yeon-joo    |                       |
| 1973 | Kim Young-ju     |                       |
| 1974 | Kim Jae-kyu      | Best National Costume |
| 1975 | Seo Young-ok     |                       |
| 1976 | Chung Kwang-Hyun |                       |
| 1977 | Kim Sung-hee     | Best National Costume |
| 1978 | Son Jung-eun     |                       |
| 1979 | Seo Jae-hwa      |                       |
| 1980 | Kim Eun-jung     | Top 12                |
| 1981 | Lee Eun-jung     |                       |
| 1982 | Park Sun-hee     |                       |
| 1983 | Lim Mi-sook      |                       |
| 1984 | Choi Young-ok    |                       |
| 1985 | Bae Young-ran    |                       |
| 1986 | Kim Ji-eun       |                       |
| 1987 | Jang Yoon-jeong  | 2ª classificata       |
| 1988 | Kim Sung-young   |                       |
| 1989 | Oh Hyun-kyoung   |                       |
| 1990 | Seo Jung-min     |                       |
| 1991 | Lee Young-hyun   |                       |
| 1992 | Yoo Ha-young     |                       |
| 1993 | Gong Sun-young   |                       |
| 1994 | Han Sung-ju      |                       |
| 1995 | Kim Yun-jung     |                       |
| 1996 | Lee Eun-hee      |                       |
| 1997 | Kim Ji-yeon      |                       |
| 1998 | Choi Ji-hyun     |                       |
| 1999 | Kim Yeon-ju      |                       |
| 2000 | Kim Sa-rang      | Best National Costume |
| 2001 | Kim Min-kyoung   |                       |
| 2002 | Geum Na-na       |                       |
| 2003 | Choi Yun-yong    |                       |
| 2004 | Kim So-young     |                       |
| 2005 | Kim Ju-hee       |                       |
| 2006 | Lee Ha-nui       | 4ª classificata       |
| 2007 | Lee Ji-sun       |                       |
| 2008 | Rina             |                       |
| 2009 | Kim Joo-ri       |                       |
| 2010 | Jung So-ra       |                       |
| 2011 | Lee Sung-hye     |                       |
| 2012 | Kim Yu-mi        |                       |
| 2013 | Yoo Ye-bin       |                       |
| 2014 | Kim Seo-yeon     |                       |

### Miss Mondo
La Corea ha debuttato a Miss Mondo 1959.
| Anno | Vincitrice       | Piazzamento/Note  |
| ---- | ---------------- | ----------------- |
| 1959 | Seo Jung-ae      |                   |
| 1960 | Lee Young-hee    | Semifinalista     |
| 1961 | Hyun Chang-ae    |                   |
| 1962 | Chung Tae-ja     |                   |
| 1963 | Choi Keum-shil   | Semifinalista     |
| 1964 | Yoon Mi-hee      |                   |
| 1965 | Lee Eun-ah       | Semifinalista     |
| 1966 | Chung Eul-sun    |                   |
| 1967 | Chung Young-hwa  |                   |
| 1968 | Lee Ji-eun       |                   |
| 1969 | Kim Seung-hee    |                   |
| 1970 | Lee Jung-hee     |                   |
| 1971 | Lee Young-eun    |                   |
| 1972 | Chung Keum-ok    | Non partecipa     |
| 1973 | An Soon-young    |                   |
| 1974 | Shim Kyoung-sook |                   |
| 1975 | Lee Sung-hee     |                   |
| 1976 | Shim Byoung-sook |                   |
| 1977 | Kim Soon-ae      |                   |
| 1978 | Je Eun-jin       |                   |
| 1979 | Hong Yeo-jin     |                   |
| 1980 | Chang Sun-ja     |                   |
| 1981 | Lee Han-na       |                   |
| 1982 | Choi Sung-yoon   |                   |
| 1983 | Seo Min-sook     |                   |
| 1984 | Lee Joo-hee      |                   |
| 1985 | Park Eun-kyoung  |                   |
| 1986 | An Jung-mi       |                   |
| 1987 | Chung Myoung-sun |                   |
| 1988 | Choi Yeon-hee    | 2ª classificata   |
| 1989 | Kim Hye-ree      |                   |
| 1990 | Ko Hyeon-jeong   |                   |
| 1991 | Kim Tae-hwa      |                   |
| 1992 | Lee Mi-young     |                   |
| 1993 | Lee Seung-yeon   | Semifinalista     |
| 1994 | Chae Yeon-hee    |                   |
| 1995 | Choi Yoon-young  | Finalista         |
| 1996 | Seol Soo-jin     |                   |
| 1997 | Kim Jin-ah       |                   |
| 1998 | Kim Kun-woo      |                   |
| 1999 | Han Na-na        |                   |
| 2000 | Shin Jung-sun    |                   |
| 2001 | Seo Hyun-jin     | Best Evening Gown |
| 2002 | Chang Yoo-kyoung | Ritirata          |
| 2003 | Park Ji-yea      |                   |
| 2004 | Han Kyoung-jin   |                   |
| 2005 | Oh Eun-young     | Top 6             |
| 2006 | Sharon Park      |                   |
| 2007 | Cho Eun-ju       | Best Evening Gown |
| 2008 | Choi Bo-in       |                   |
| 2009 | Seo Eun-mi       | 2ª classificata   |
| 2010 | Ko Hyeon-yeong   | Top 15            |

### Miss Terra
La Corea ha debuttato a Miss Terra 2002.
| Anno | Vincitrice    | Piazzamento                    |
| ---- | ------------- | ------------------------------ |
| 2002 | Lee Jin-ah    | Best National Costume          |
| 2003 | Oh Yoo-mi     |                                |
| 2004 | Cho Hye-jin   |                                |
| 2005 | Yoo Hye-mi    | Top 16 e Best National Costume |
| 2006 | Park Hee-jung |                                |
| 2007 | Yoo Ji-eun    |                                |
| 2008 | Seo Seol-hee  | Top 16                         |
| 2009 | Park Ye-ju    | Top 16                         |
| 2010 | Lee Gui-joo   |                                |

## Miss International
La Corea ha debuttato a Miss International 1960.
| Anno | Vincitrice      | Piazzamento                           |
| ---- | --------------- | ------------------------------------- |
| 1960 | Kim Jung-ja     |                                       |
| 1968 | Hee Ja-kim      | Top 15                                |
| 2000 | Son Tae-young   | 2ª classificata                       |
| 2001 | Baek Myoung-hee | Semifinalista e Best National Costume |
| 2002 | Gi Yun-ju       | Top 12 e Best National Costume        |
| 2003 | Shin Ji-Su      | Top 12                                |
| 2004 | Kim In-ha       | Top 15                                |
| 2005 | Lee Kyoung-eun  |                                       |
| 2006 | Jang Yun-seo    | 3ª classificata                       |
| 2007 | Park Ka-on      | Top 15                                |
| 2008 | Kim Min-jeong   |                                       |
| 2009 | Seo Eun-mi      | 2ª classificata                       |
| 2010 | Ko Hyeon-yeong  | Top 15                                |
| 2011 | Kim Hye-Sun     |                                       |